# Barnyard
Barnyard (bra: O Segredo dos Animais; prt: Balbúrdia na Quinta) é um filme de animação computadorizada produzido pela Nickelodeon Movies e O Entertainment, e distribuído pela Paramount Pictures. O filme estreou no dia 4 de agosto de 2006. A direção e o roteiro ficaram nas mãos de Steve Oedekerk. A distribuição para Suíça, Espanha e Luxemburgo ficou nas mãos da Universal Studios. Em 2007, um seriado de televisão foi lançado no canal pago Nickelodeon e foi exibido pela Rede Globo no quadro TV Globinho. Em outubro de 2009, lançaram novos episódios e o Brasil estreou 3 episódios a mais que os Estados Unidos.

## Enredo
Quando o fazendeiro está fora, todos os animais mudam de vida: passam a fazer coisas que humanos fazem, como andar sobre duas pernas, cantar, dançar e brincar.
Entre eles está Otis, um boi malhado que gosta muito de se divertir. Depois de mais uma de suas travessuras com seus amigos, é advertido por seu pai, Ben, que não concorda com as atitudes do filho e sempre quer lecioná-lo. Ele diz que Otis que deverá crescer um dia, e que se fugir sempre das responsabilidades, nunca será feliz. Ele disse isso porque é o líder de todos os animais, e Otis ficaria em seu lugar no futuro. No entanto, o jovem boi parece não ligar muito para essas coisas, pois acha que não está preparado para assumir a liderança da fazenda.
Entretanto, essa responsabilidade virá à tona quando Ben, ao ser atacado por coiotes, que a início estavam tentando roubar algumas galinhas, deixa claro para Otis que havia chegado a hora. O jovem boi malhado foi escolhido por todos os animais para ser o novo líder da fazenda. Agora, ele terá de promover a segurança de tudo e de todos, principalmente contra os malditos coiotes. O problema é que sua vontade de se divertir, que é maior que a de proteger a fazenda, poderá dificultar muito nessa nova fase.

## Recepção

### Crítica
O filme tem uma classificação "podre" de 22% no Rotten Tomatoes, com base em 96 avaliações, com uma classificação média de 4,4 / 10. O consenso do site disse: "sem imaginação e sem graça, este conto de fronteiras corruptoras de curral bizarro pouco acrescenta no repertório deste verão de filmes de animação." No Metacritic, tem uma pontuação de 42 em 100, indicando "críticas mistas ou médias".

### Bilheteria
Barnyard foi lançado em 4 de agosto de 2006, e estreou em 3.311 cinemas. Este filme ficou em 2° lugar na bilheteria em sua primeira semana de estréia, atrás apenas de Talladega Nights: The Ballad of Ricky Bobby, ganhando $16.000.000 nas bilheterias domésticas. Fechou-se em 2 de novembro de 2006 e arrecadou $73.000.000 em seu lançamento nacional. Também arrecadou $116.000.000 em seu lançamento nos cinemas no mundo todo, tornando-se um sucesso de bilheteria.

## Personagens e vozes originais
| Personagem                        | Vozes             |
| --------------------------------- | ----------------- |
| Otis                              | Kevin James       |
| Ben                               | Sam Elliott       |
| Pip                               | Jeff Garcia       |
| Pig (Porco)                       | Tino Insana       |
| Freddy                            | Cam Clarke        |
| Peck (Pedro)                      | Rob Paulsen       |
| Daisy                             | Courtney Cox      |
| Bessy (Betty)                     | Wanda Sykes       |
| Miles (Milo)                      | Danny Glover      |
| Etta (Edna)                       | Andie MacDowell   |
| Maddy (Maggy)                     | Madeline Lovejoy  |
| Duke (Tuco)                       | Dom Irrera        |
| Igg                               | Maurice LaMarche  |
| Bud (Bruno)                       | John DiMaggio     |
| Eddy                              | S. Scott Bullock  |
| Dag                               | David Koechner    |
| Nora Beady (Nora Lima)            | Maria Banford     |
| Fazendeiro                        |                   |
| Menino imprestável (Eugênio Lima) | Matheus Celestino |
| Randall Beady (Nataniel Lima)     | Steve Oedekerk    |
| Root (Guto)                       | Earthquake        |

## Home media
Barnyard foi lançado em widescreen. Foi lançado em DVD em 12 de dezembro de 2006, e inclui a abertura alternativa.

## Videogame
Um jogo baseado no filme foi produzido pela THQ e Blue Tongue Entertainment. É um jogo de aventura onde o jogador cria sua própria vaca e caminha ao redor da fazenda e pode fazer várias coisas, como jogar mini-jogos, fazer brincadeiras com os seres humanos, andar de bicicleta e até montar festas. Foi lançado para PlayStation 2, Nintendo GameCube, Wii, PC e Game Boy Advance.

## Série
Em 29 de setembro de 2007, uma série animada de televisão baseada no filme estreou na Nickelodeon. Chris Hardwick substituiu Kevin James no papel de Otis, e Leigh-Allyn Baker dublou a nova personagem Abby, que substituiu Daisy. A série teve duas temporadas, e terminou em 12 de Novembro de 2011.

## Trilha sonora
A trilha sonora foi lançada em 22 de agosto de 2006 pela Bulletproof Records. Nela se inclui uma canção original da banda de indie pop Starlight Mints e "You Gotta Move" de Aerosmith.

### Faixas
| N.º            | Título                                    | Produtor(es)                                      | Duração |  |
| 1.             | "Mud"                                     | North Mississippi Allstars                        | 2:30    |  |
| 2.             | "'Hittin' the Hay"                        | North Mississippi Allstars featuring Les Claypool | 2:23    |  |
| 3.             | "Down On the Farm (They All Ask For You)" | Kevin James e North Mississippi Allstars          | 1:12    |  |
| 4.             | "I Won't Back Down"                       | Sam Elliott                                       | 2:12    |  |
| 5.             | "2StepN"                                  | North Mississippi Allstars                        | 2:46    |  |
| 6.             | "Hillbilly Holla"                         | North Mississippi Allstars                        | 3:25    |  |
| 7.             | "Kick It"                                 | The Bo-Keys                                       | 2:33    |  |
| 8.             | "Father, Son"                             | Peter Gabriel                                     | 4:56    |  |
| 9.             | "Freedom Is a Voice"                      | Bobby McFerrin e Russell Ferrante                 | 4:17    |  |
| 10.            | "Popsickle"                               | Starlight Mints                                   | 3:01    |  |
| 11.            | "Wild and Free"                           | Rednex                                            | 3:37    |  |
| 12.            | "Boombastic"                              | Shaggy                                            | 4:06    |  |
| Duração total: | Duração total:                            | Duração total:                                    | 36:58   |  |

Outras canções que aparecem no filme:
- "The Barnyard Dance" - Lewis Arquette and Family
- "Do Your Thing" - Basement Jaxx
- "You Gotta Move" - Aerosmith
- "Sister Rosetta" - Alabama 3
- "Slow Ride" - Paul Calder
- "Truck Song" - Paul Calder